# Mamuka Gorgodze
Mamuka Gorgodze (in georgiano მამუკა გორგოძე?; in russo Мамука Горгодзе?; Tbilisi, 14 luglio 1984) è un ex rugbista a 15 georgiano, che giocava indifferentemente nei ruoli di seconda linea, flanker o terza linea centro. A livello internazionale è stato il capitano della Georgia, nazionale con cui vanta 75 apparizioni.
Viene soprannominato Gorgodzilla dai tifosi di club, e Gulliver dai suoi connazionali, per la sua taglia fisica imponente e il suo stile di gioco aggressivo.

## Carriera
Mamuka Gorgodze si avvicinò al rugby all'età di 17 anni, dopo aver praticato la pallacanestro. Il suo primo club fu il Lelo nel campionato georgiano, e alla giovane età di 18 anni, poco dopo aver iniziato la pratica del rugby, fu convocato nella Nazionale di rugby georgiana facendo il suo debutto nel 2003 contro la Spagna. Non venne tuttavia selezionato per la prima storica apparizione iridata della Georgia alla Rugby World Cup nel settembre 2003.
Nel 2004 si affermò come titolare nella selezione nazionale e successivamente fu ingaggiato dal Montpellier nel 2005. Tuttavia Gorgodze all'inizio della sua carriera a Montpellier fu considerato una riserva e venne impiegato in poche partite. Rimase comunque titolare fisso in nazionale e fu convocato per la Rugby World Cup in Francia nel 2007. Al mondiale francese Gorgodze partì titolare in tre partite su quattro e si impose come una delle stelle della nazionale georgiana.
Dopo la RWC 2007, Gorgodze cominciò a giocare con più regolarità nel Montpellier diventando la prima scelta nel ruolo di seconda linea. Per la stagione 2009/10 Gorgodze firmò un contratto con il Brive ma in seguito cambiò idea e decise di rimanere al Montpellier, che per tenere il giocatore dovette sborsare 200.000 euro al Brive.
Nel frattempo Gorgodze cambiò ruolo con la Georgia passando da seconda a terza linea, sia come flanker sia come numero 8, e quando Fabien Galthié e Eric Béchu diventarono i nuovi coach del Montpellier prima della stagione 2010/11, Gorgodze mantenne il nuovo ruolo anche nel club. Nella posizione di flanker Gorgodze si affermò come uno dei giocatori rivelazione di quella stagione, e il quotidiano francese L'Équipe sottolineò i suoi miglioramenti tecnici e atletici, che lo hanno reso un giocatore mobile e molto difficile da fermare.
Gorgodze fu uno dei giocatori chiave del Montpellier nella stagione 2010/11, disputando una partita enorme nella semifinale contro il Racing-Métro e arrendendosi solo nella finale del campionato contro il Tolosa. Alla fine della stagione Gorgodze ricevette il premio di miglior giocatore straniero del Top 14.
Fresco di tale riconoscimento, Gorgodze venne selezionato nei 30 convocati della Georgia per la RWC 2011 in Nuova Zelanda e disputò tutte e quattro le partite della Georgia venendo nominato man of the match in due di esse, contro l'Inghilterra e la Romania.
Alla fine del 2011, Gorgodze venne eletto personaggio sportivo dell'anno in Georgia dal Ministero dello Sport.
Nel 2012 Gorgodze ricevette la convocazione nei Barbarians, il prestigioso club ad inviti riservato ai migliori giocatori della scena internazionale, con il quale scese in campo nei test-matches contro Irlanda e Galles.
Nel novembre 2013 firmò un contratto per i successivi tre anni con il Tolone, con il quale debutta nel settembre 2014 in un incontro casalingo proprio contro la sua ex squadra del Montpellier.
Il 19 settembre 2015 guida con i gradi di capitano la Georgia ad una storica vittoria contro Tonga nel primo match della RWC 2015, evento in cui marca anche la prima meta del match. Durante la stessa edizione, il 2 ottobre 2015, viene nominato man of the match dell'incontro disputato contro la Nuova Zelanda a Cardiff.

## Palmarès
- Champions Cup: 1
Tolone: 2014-15